# Free Spirit (album de Khalid)
Pour les articles homonymes, voir Free Spirit.
Albums de Khalid
American Teen
(2017)
Free Spirit est le second album studio du chanteur américain Khalid sorti en avril 2019. Les singles Talk et Right Back (en) en sont extraits. Il fait suite à l'EP Suncity (2018).

## Pistes
| 1.    | Intro                              | - Khalid Robinson - Jamil Chammas | Digi                                                  | 3:32 |
| 2.    | Bad Luck                           | - Robinson - Alexander Shuckburgh - Kurtis McKenzie - Michael "Scribz" Riley                                                                                           | - Al Shux - McKenzie - Scribz Riley                   | 3:51 |
| 3.    | My Bad (en)                        | - Robinson - Dernst Emile II | D'Mile                                                | 2:43 |
| 4.    | Better (en)                        | - Robinson - Mikkel S. Eriksen - Tor Erik Hermansen - Ryan Vojtesak - Chammas - Denis Kosiak                                                                           | - Stargate - Charlie Handsome - Digi - Kosiak         | 3:49 |
| 5.    | Talk                               | - Robinson - Howard Lawrence - Guy Lawrence | Disclosure                                            | 3:17 |
| 6.    | Right Back (en)                    | - Robinson - Eriksen - Hermansen - Kosiak - Riley - Chammas - Vojtesak - Japhe Tejeda - Jolyon Skinner - Joseph Thomas - Michele Williams - Rodney “Darkchild” Jerkins | - Stargate - Kosiak - Riley - Digi - Charlie Handsome | 3:35 |
| 7.    | Don't Pretend (featuring Safe)     | - Robinson - Shane Lindstrom - Vojtesak - Martin McKinney - Saif Musaad                                                                                                | - Murda Beatz - Charlie Handsome - Doc McKinney       | 2:45 |
| 8.    | Paradise                           | - Robinson - John Hill - Sarah Aarons - Dacoury Natche | - Hill - DJ Dahi                                      | 2:54 |
| 9.    | Hundred                            | - Robinson - Ari Leff - Hill - Chammas - Jordan Palmer - Vojtesak | - Hill - Digi - Charlie Handsome                      | 4:37 |
| 10.   | Outta My Head (avec John Mayer)    | - Robinson - John Mayer - Hill - Chammas - Aarons | - Hill - Digi - Mayer                                 | 2:57 |
| 11.   | Free Spirit                        | - Robinson - Chammas - Aarons - Vojtesak - Justin Scott Lucas | - Digi - Charlie Handsome                             | 3:02 |
| 12.   | Twenty One                         | - Robinson - Chammas - Vojtesak | - Charlie Handsome - Digi                             | 3:04 |
| 13.   | Bluffin'                           | - Robinson - Chammas - Vojtesak - Aarons | - Digi - Charlie Handsome                             | 3:19 |
| 14.   | Self                               | - Robinson - Samuel Romans - Chauncey Hollis | Hit-Boy                                               | 3:49 |
| 15.   | Alive                              | - Robinson - Emily Schwartz - Hill - John Blanda - Jonathan Hoskins | Hill                                                  | 2:51 |
| 16.   | Heaven                             | - Robinson - Josh Tillman - Bobby Krlic - Michael Hall - David Cerminara                                                                                               | - The Haxan Cloak - Cerminara                         | 3:33 |
| 17.   | Saturday Nights (en) (piste bonus) | - Robinson - Vojtesak - Chammas | - Charlie Handsome - Digi                             | 3:29 |
| 57:13 |                                    | |                                                       |      |